# 15. marec
15. marec je 74. dan leta (75. v prestopnih letih) v gregorijanskem koledarju. Ostaja še 291 dni.

## Dogodki
- 392 – frankovski general Arbogast poviša v rimskega cesarja samozvanca Evgenija
- 1848 – začetek marčne revolucije v Budimpešti
- 1895 – v Neaplju prvič nastopi Enrico Caruso
- 1939 – Adolf Hitler pride v Prago
- 1942 – Singapur kapitulira
- 1943 – Rdeča armada zapusti Harkov
- 1944:
  - Rdeča armada prodre čez Bug
  - bitka na planoti Glières
  - začetek tretje bitke za Monte Cassino
  - Himna Sovjetske zveze nadomesti Internacionalo
- 1963 – ZDA predlagajo uvedbo »rdečega telefona« - neposredne telefonske zveze med Kremljem in Belo hišo
- 1985 – Registrirana je http://www.symbolics-dks.com/, ki je prva spletna domena
- 1990 – Mihail Sergejevič Gorbačov postane predsednik Sovjetske zveze
- 2011 – z množičnimi protesti se začne sirska državljanska vojna
- 2019 – v terorističnem napadu na mošeji v Christchurchu je ubitih 51 ljudi

## Rojstva
- 1097 – Fudživara Tadamiči, japonski regent († 1164)
- 1455 – Pietro de Accolti de Aretio, italijanski kardinal († 1532)
- 1614 – Franciscus Sylvius, nemški zdravnik, kemik († 1672)
- 1638 – Šundži, drugi cesar kitajske dinastije Čing († 1661)
- 1713 – Nicolas Louis de Lacaille, francoski astronom († 1762)
- 1767 – Andrew Jackson, ameriški predsednik († 1845)
- 1772 – Jožef Ficko, hrvaški pisatelj, slovenskega rodu († 1843)
- 1790 – Nicola Vaccai, italijanski operni skladatelj in pedagog († 1848)
- 1810 – Jožef Virk, slovenski duhovnik in pesnik († 1880)
- 1813 – John Snow, angleški zdravnik († 1858)
- 1815 – Germain Sommeiller, francoski gradbenik († 1871)
- 1821 – Johann Josef Loschmidt, avstrijski fizik in kemik († 1895)
- 1824 – Branko Radićević, srbski pesnik († 1853)
- 1854 – Emil Adolf von Behring, nemški bakteriolog, nobelovec 1901 († 1917)
- 1856 – Achille Locatelli, italijanski kardinal, diplomat († 1935)
- 1883 – Saša Aleksander Šantel, slovenski slikar, grafik († 1945)
- 1894 – Vilmos Aba Novák, madžarski grafik, slikar, kipar († 1941)
- 1897 – Jackson Scholz, ameriški atlet († 1986)
- 1902 – Henri Saint Cyr, švedski jahač, dreser († 1979)
- 1913 – Paul Grice, angleški jezikoslovec in filozof († 1998)
- 1913 – Jack Fairman, britanski avtomobilski dirkač († 2002)
- 1916 – Harry Haag James, ameriški trobentač († 1983)
- 1922 – Karl-Otto Apel, nemški filozof, akademik, pedagog
- 1930 – Žores Ivanovič Alfjorov, ruski fizik, nobelovec 2000
- 1957 – Joaquim de Almeida, portugalsko-ameriški filmski igralec
- 1972 – Mark Hoppus, ameriški glasbenik (blink-182, +44)
- 1975 – Eva Longoria, ameriška filmska in televizijska igralka, fotomodel
- 1975 – Veselin Topalov, bolgarski šahovski velemojster
- 1975 – will.i.am, ameriški raper, tekstopisec, igralec
- 1997 – Franziska Gritsch, avstrijska alpska smučarka
- 2005 – Nika Prevc, slovenska smučarska skakalka

## Smrti
- 44 pr. n. št. – Gaj Julij Cezar, rimski zgodovinar, vojskovodja, politik (* 100 pr. n. št.)
- 493 – Odoaker, gotski poveljnik, rimski cesar (* okoli 433)
- 963 – Roman II., bizantinski cesar (* okoli 938)
- 1190 – Izabela Hainaulška, francoska kraljica, soproga Filipa II. (* 1170)
- 1206 – Muhammad Ghūrī, guridski sultan (* 1160)
- 1311 – Valter V. Briennski, atenski vojvoda (* 1278)
- 1536 – Pargali Ibrahim Paša, veliki vezir (* okoli 1495)
- 1632 – Hidetada Tokugava, japonski šogun (* 1579)
- 1701 – Jean Renaud de Segrais, francoski pisatelj, pesnik, akademik (* 1624)
- 1723 – Johann Christian Günther, nemški pesnik (* 1695)
- 1820 – Sveti Klemen Marija Dvoržak, nemško-češki svetnik, duhovnik, teolog (* 1751)
- 1842 – Maria Luigi Carlo Zenobio Salvatore Cherubini, italijansko-francoski skladatelj (* 1760)
- 1849 – Giuseppe Gasparo Mezzofanti, italijanski kardinal (* 1774)
- 1897:
  - Edvard Jelínek, češki novinar in pisatelj (* 1855)
  - James Joseph Sylvester, angleški matematik (* 1814)
  - Matija Valjavec, slovenski pesnik, zbiralec narodnega blaga (* 1831)
- 1898 – Henry Bessemer, angleški inženir, izumitelj (* 1813)
- 1905 – Amalie Alver - Skram, norveška pisateljica (* 1846 ali 1847)
- 1937:
  - Scipione Riva-Rocci, italijanski zdravnik (* 1863)
  - Howard Phillips Lovecraft, ameriški pisatelj (* 1890)
- 1938 – Nikolaj Ivanovič Buharin, sovjetski politik, ekonomist (* 1888)
- 1951 – John Stefanos Paraskevopoulos, grško-južnoafriški astronom (* 1889)
- 1957 – Moša Pijade, srbski slikar, novinar, politik (* 1890)
- 1959 – Julij Nardin, slovenski fizik, izumitelj (* 1877)
- 1962:
  - Arthur Holly Compton, ameriški fizik, nobelovec 1927 (* 1892)
  - Mouloud Feraoun, alžirski pisatelj (* 1913)
- 1967 – Therkel Mathiassen, danski arheolog, etnograf (* 1892)
- 1970 – Arthur Adamov, francoski dramatik (* 1908)
- 1975 – Aristoteles Sokrates Homer Onassis, grški ladjar in mogotec (* 1906)
- 1991 – Robin Hill, britanski biokemik (* 1899)
- 1997 – Viktor Vásárhely - Viktor Vasarely, madžarsko-francoski slikar (* 1908)
- 2007 – Smiljan Rozman, slovenski pisatelj, dramatik, slikar (* 1927)
- 2020 – Dragoljub Đuričić, črnogorski glasbenik (* 1953)
- 2025 – Ančka Gošnik Godec, slovenska ilustratorka (* 1927)

## Prazniki in obredi
- svetovni dan varstva potrošnikov
- Rimski imperij – pričetek Cibelinega festivala